# Рейкялейпя

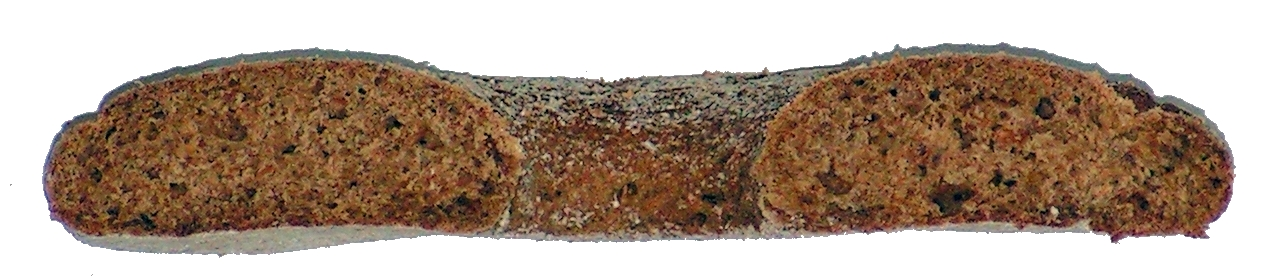
Рейкялейпя в разрезе

Ре́йкялейпя (фин. reikäleipä, «хлеб с дыркой»), или ру́йсрейкялейпя (фин. ruisreikäleipä, «ржаной хлеб с дыркой») — традиционный финский ржаной хлеб. Представляет собой лепёшку диаметром около 30 см и толщиной 3—4 см, в центре которой имеется отверстие диаметром около 5 см.

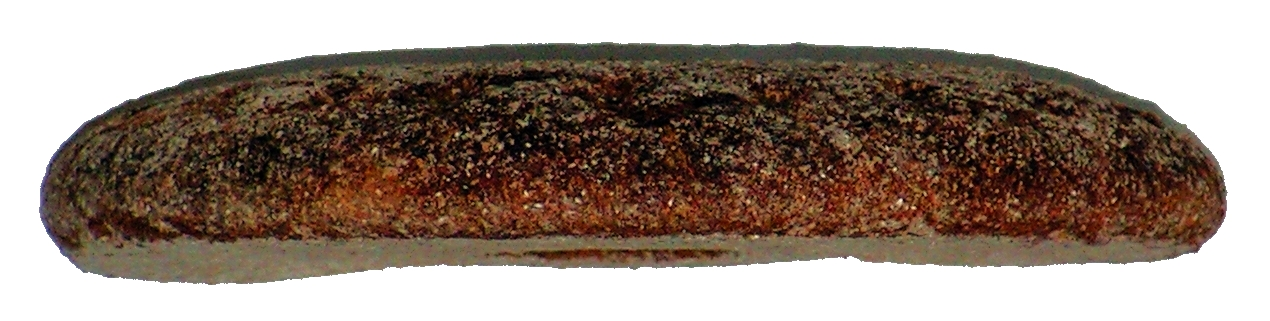
Рейкялейпя: вид сбоку

Тесто для рейкялейпя делают из ржаной муки, иногда с небольшим добавлением пшеничной муки. Выпекают хлеб 20—30 минут при температуре 250 °C.
Хлеба такой формы традиционно выпекали несколько раз в год, после чего для просушки и хранения подвешивали их на специальных шестах под потолком избы (обычно на кухне).
Изначально такой хлеб готовили только в Западной Финляндии, в других местах он получил распространение гораздо позже. На востоке Финляндии пекли более толстый ржаной хлеб, известный под названием руйслимппу (фин. ruislimppu, «ржаной каравай»); в Карелии и Саво только такой хлеб называли ржаным. Различие в выпекаемом хлебе в восточной и западной частях Финляндии было связано с особенностями строительства: на западе в домах имелось две печи — одна для обогрева и одна, специальная, для выпечки хлеба; поскольку её использовали редко, то делали сразу много хлеба. На востоке же для отопления и выпечки хлеба служила одна печь, поэтому хлеб про запас не пекли.
Рейкялейпя обычно ели с маслом и молоком.
| - Разные виды финского ржаного хлеба |